# NGC 2259
NGC 2259 је расејано звездано јато у сазвежђу Једнорог које се налази на NGC листи објеката дубоког неба.
Деклинација објекта је + 10° 52' 57" а ректасцензија 6h 38m 33,3s. Привидна величина (магнитуда) објекта NGC 2259 износи 10,8. NGC 2259 је још познат и под ознакама OCL 492.